# Variabele kommazweefvlieg
De variabele kommazweefvlieg (Eupeodes bucculatus) is een vliegensoort uit de familie van de zweefvliegen (Syrphidae). De wetenschappelijke naam van de soort is voor het eerst geldig gepubliceerd in 1857 door Rondani.